# Азербайджанская опера
Азербайджанская опера (азерб. Azərbaycan operası) — история возникновения и развития азербайджанского оперного искусства. Оперы композиторов азербайджанского происхождения, написанные или постановленные за пределами Азербайджана, также принадлежат этой категории, равно как и оперы иностранных композиторов, написанных или предназначенных для азербайджанской сцены. Основа азербайджанского оперного искусства была заложена 12 января 1908 года оперой Узеира Гаджибекова «Лейли и Меджнун», согласно мнению некоторых авторов — первой оперой мусульманского мира1 (поставлена в театре Тагиева). Такие оперы и оперетты как «Шейх Санан» (1909), «Эр-Арвад» (1909,), «Рустам и Сохраб» (1910) (1911, оперетта), «Фархад и Ширин» (1911) были основаны на работах Узеира Гаджибекова.
Театр был построен известным инженером-строителем Николаем Баевым в 1910 году. 18 октября 1918 года правительство Азербайджанской Демократической Республики (АДР) решило официально превратить это здание в государственный театр.

## История

### XX век
Первый Оперный театр в Баку был построен в 1911 году. Премьера первой оперы азербайджанского композитора состоялась на три года раньше, в 1908 году.

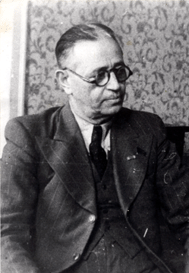
Узеир Гаджибеков, основатель азербайджанской оперы

Опера «Лейли и Меджнун» (1908) Узеира Гаджибекова была первым творением в оперном жанре не только в Азербайджане, но и во всем исламском мире. За ней последовали оперы «Шейх Санан» (1909), «Рустам и Зохраб» (1910), «Шах Аббас и Хуршуд Бану» (1911), «Асли и Керем» (1912) и «Харун и Лейла» (1915), которые были написаны, но никогда не были поставлены. Музыкальная комедия «Аршин мал алан», написанная в 1913 году — самая популярная оперетта композитора Узеира Гаджибекова. Она ставилась в различных театрах мира и считается наиболее известной работой Гаджибекова в странах бывшего СССР. Оперетта «Аршин мал алан» была переведена на русский, татарский, чагатайский, персидский и турецкий языки вскоре после премьеры, которая состоялась в 1913 году. Позже эта оперетта была переведена также на польский, болгарский, арабский, французский, китайский и другие языки.
В 1921 году Узеир Гаджибеков стал членом Совета по развитию азербайджанских тетров и улучшению театрального искусства Азербайджана. В 1925 году Гаджибеков объединяет российские и азербайджанские оперные труппы в одну труппу и создает труппу в нынешнем театре Оперы и Балета Азербайджана. В 1932 году Гаджибеков пишет оперу «Кёроглы», которая считается визитной карточкой оперного искусства Азербайджана. «Кёроглы» был впервые поставлен в 1937 году.

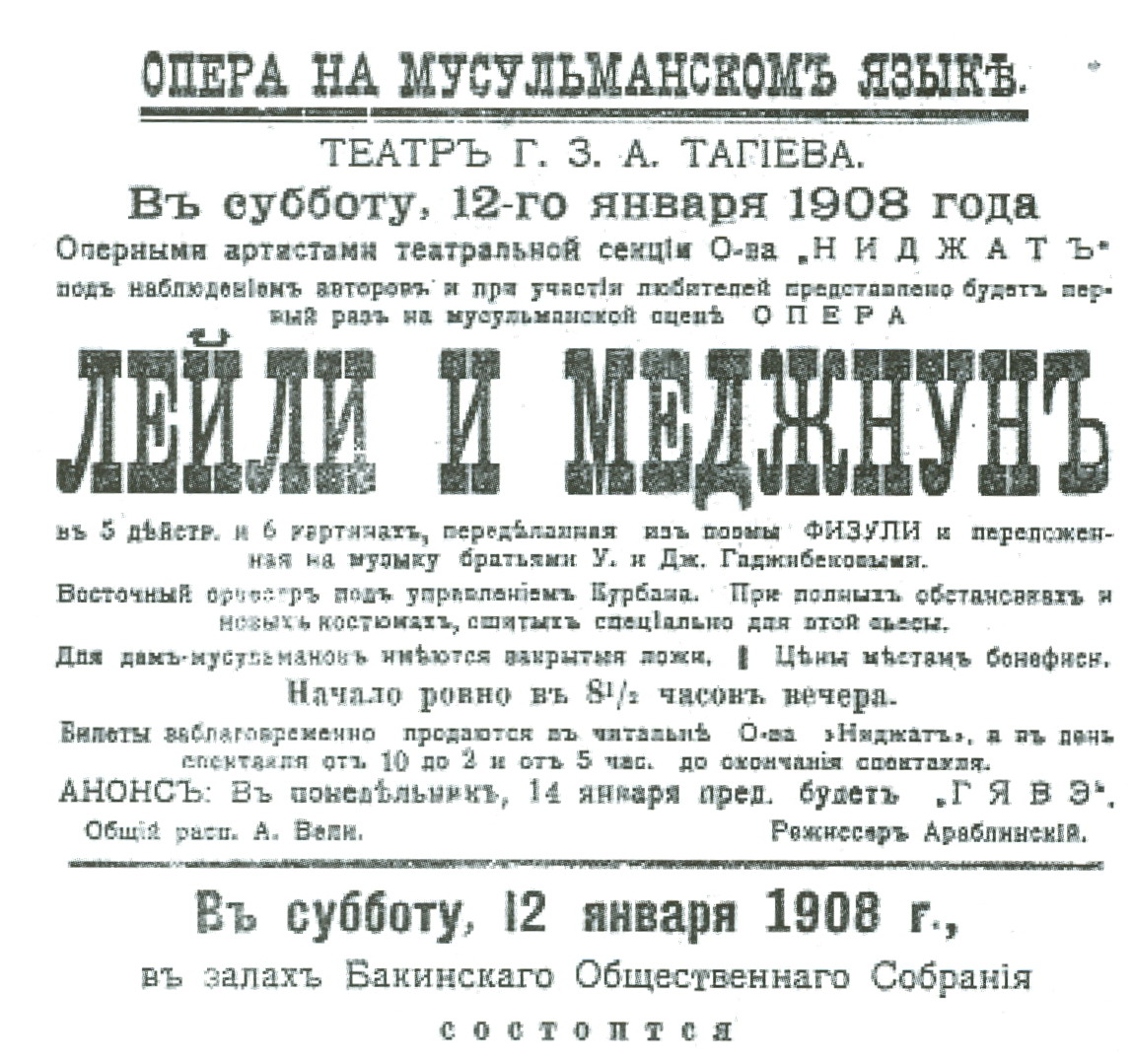
Первая афиша оперы «Лейли и Меджнун», первой азербайджанской оперы

В 1935 году Муслим Магомаев (старший) создает оперу «Наргиз», а Рейнгольд Глиэр создает «Шахсенем». Успех этих опер вдохновил и других композиторов на создание новых опер. В 40-х годах были написаны такие оперы как «Хосров и Ширин» (Ниязи), «Вятян» (Джевдет Гаджиев и Кара Караев), «Низами» (Афрасияб Бадалбейли) и многие другие. Премьера оперы «Севиль» композитора Фикрета Амирова состоялась в 1953 году, эта опера поставлена вновь в 1998 году.
В 1972 году Шафига Ахундова стала первой женщиной-композитором в Азербайджане и первой женщиной в исламском мире, которая написала оперу. Оперы, созданные различными азербайджанскими композиторами, такими как Шафига Ахундова («Скала невесты»), Сулейман Алескеров («Бахадур и Сона», «Увядщие цветы»), Джахангир Джахангиров («Жизнь композитора», «Азад»), Адыгёзалов Васиф («Мертвец»), Мамед Кулиев («Обманутые звезды») и другие, повлияли на современную историю азербайджанской оперы. На сцене Театра оперы и балета Азербайджана ставились и балеты зарубежных и русских классических композиторов.
Мировую известность приобрели оперные певцы Бюльбюль, Шовкет Мамедова, Фатьма Мухтарова, Гусейнкули Сарабский, Хагигат Рзаева, Рашид Бейбутов, Муслим Магомаев и многие другие.

### XXI век
Азербайджанский певец Эльчин Азизов стал единственным певцом из Азербайджана, принятым в оперную труппу Большого театра в качестве солиста. Среди его ролей критики отмечают партию Князя Игоря.

#### 2010-е годы
Опера мугама «Лейли и Меджнун» композитора Узеира Гаджибекова впервые была показана в США 10 ноября 2012 года в рамках Сан-Францисского Всемирного Музыкального Фестиваля. Роль Лейли и Меджнуна исполнили Вусаля Мусаева и Илькин Ахмедов Впервые в истории музыкальной культуры Азербайджана рок-опера была написана в 2017 году. Композитор и певец Ризван Садирханов, представитель классической вокальной школы, является автором произведения «Путешествие Синдибада».

## Опера-мугам
Первая мугамная опера была исполнена в театре миллионера Зейналабдина Тагиева 12 января 1908 года. «Лейли и Меджнун» была первой азербайджанской мугамной оперой. Интересными примерами этого жанра являются «Ашуг Гариб» Зульфугара Гаджибекова (1916) и «Шах Исмаил» Муслима Магомаева (1916). Эта традиция была продолжена композиторами во второй половине двадцатого века. Опера Шафиги Ахундовой «Скала невесты», оперы Джахангира Джахангирова «Судьба женщины» носят такой характер. Оперы Рамиза Мустафаева «Вагиф», оперы Васифа Адигозалова «Натаван» использовали мугамы в музыкальной композиции того периода, чтобы возродить образы выдающихся хананде.

## Наиболее важные азербайджанские оперы
Узеир Гаджибеков:
- «Лейли и Меджнун» — опера, 1908. Первая азербайджанская и исламская опера.
- «Рустам и Зохраб» — опера-мугам, 1908
- «Асли и Керем» — опера-мугам, 4 акта и 6 сцен, 1912
- «Шах Аббас и Хуршуд Бану» — опера-мугам, 1912
- «Фируза» (не завершена)
- «Кёроглы» — 1938

Зульфугар Гаджибеков:
- «Ашуг-Гариб» — на основе одноимённого азербайджанского романтического дастана, 1915

Муслим Магомаев (старший):
- «Шах Исмаил» — опера-мугам, 1919
- «Наргиз» — 1935
- «Хоруз-бек»

Афрасияб Бадалбейли:
- «Народное наказание»
- «Золотой ключ»
- «Бахадур и Сона»
- «Айдын»
- «Низами» — создан 1939, постановка 1948

Фикрет Амиров:
- «Севиль»
- «Звезда»

Адыгёзалов Васиф:
- «Натаван» — опера-мугам, 2003

Шафига Ахундова:
- «Скала невесты» — первая азербайджанская опера написанная женщиной, 1972

Мамед Кулиев
- «Обманутые звезды»

Другие известные оперы:
- Джевдет Гаджиев и Кара Караев — «Вятян»
- Кара Караев — «Нежность»
- Джахангир Джахангиров — «Азад»

## Известные исполнители
|                                                    |  |  |
| Динара Алиева · Шовкет Мамедова · Фатьма Мухтарова |  |  |

### Певицы
- Динара Алиева
- Сона Асланова
- Фидан Касимова
- Хураман Касимова
- Гюльхар Гасанова
- Назакет Мамедова
- Шовкет Мамедова
- Фатьма Мухтарова
- Рубаба Мурадова
- Хагигат Рзаева

|                                                   |  |  |
| Ахмед Агдамский · Муслим Магомаев · Эльчин Азизов |  |  |

### Певцы
- Ахмед Агдамский
- Эльчин Азизов
- Бюльбюль
- Гусейнага Гаджибабабеков
- Муслим Магомаев
- Гусейнкули Сарабский
- Джавид Самедов